# شیطانی (فیلم)
شیطانی (انگلیسی: Demonic) فیلمی در ژانر ترسناک است که در سال ۲۰۱۵ منتشر شد.این فیلم با هزینه ۳ میلیون دلار دارای فروش گیشه ۶۴ میلیون و هشتصد هزار دلار شد.